# Palazzo della Luogotenenza austriaca

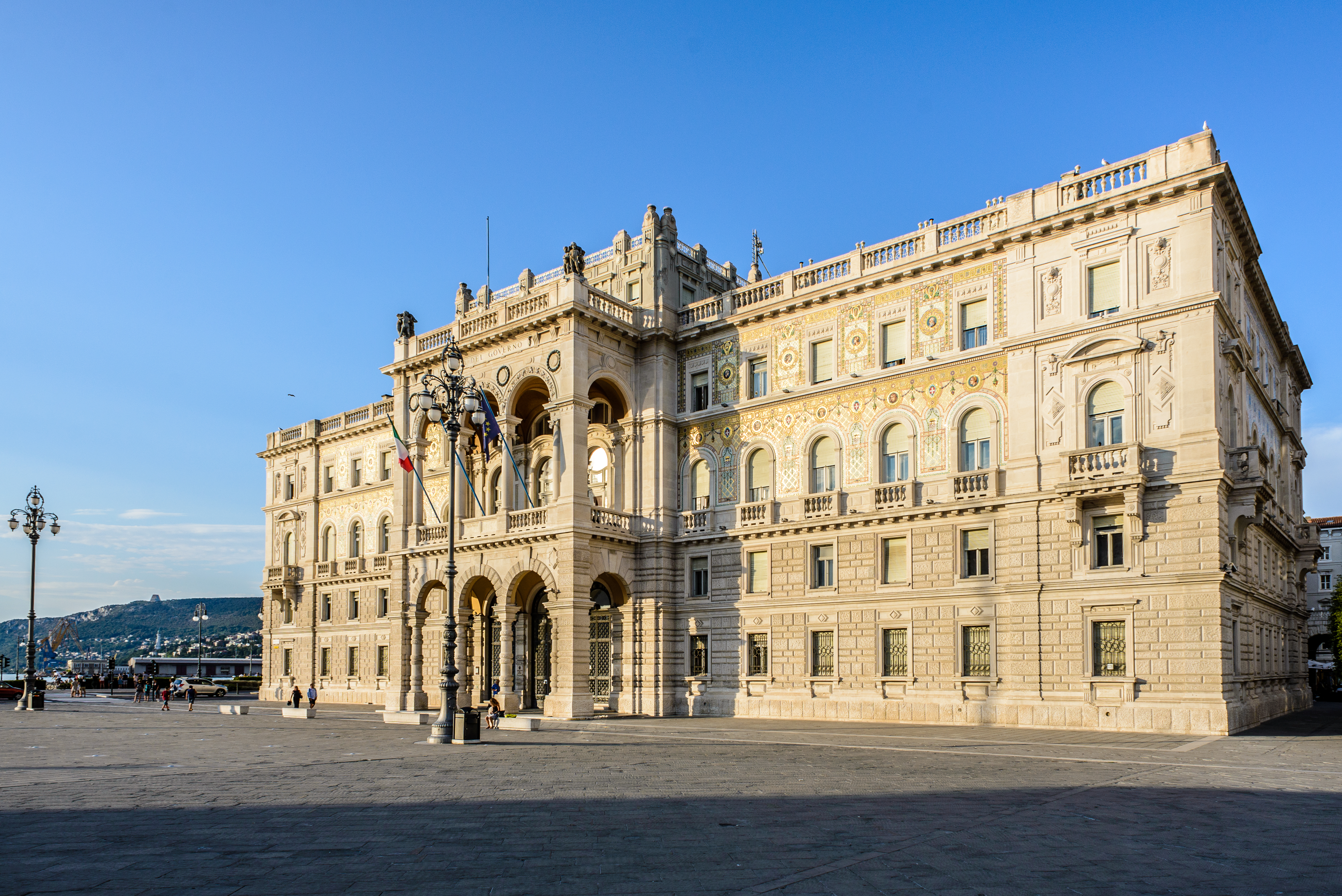
Palazzo della Luogotenenza austriaca in Trieste

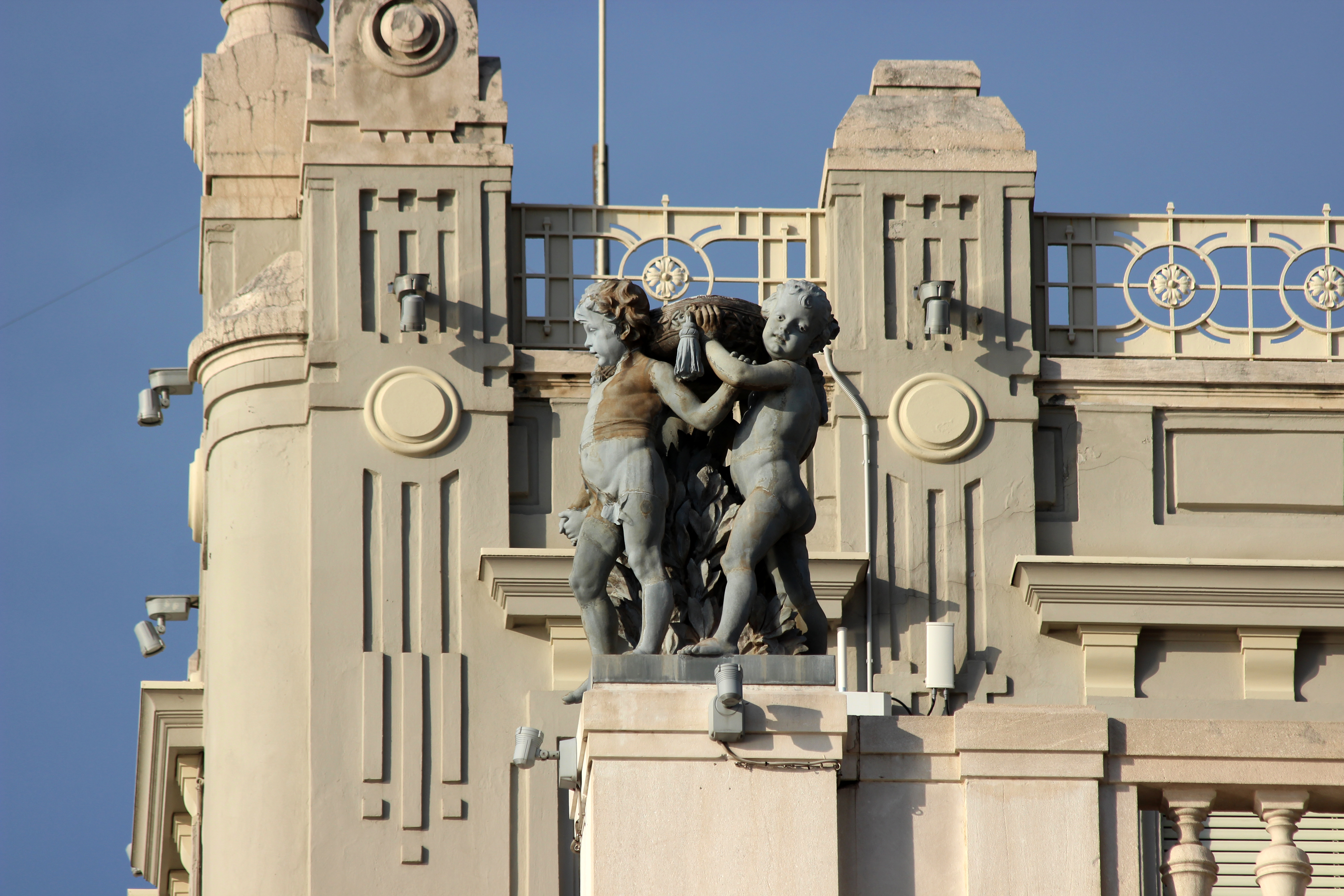
detail met putti

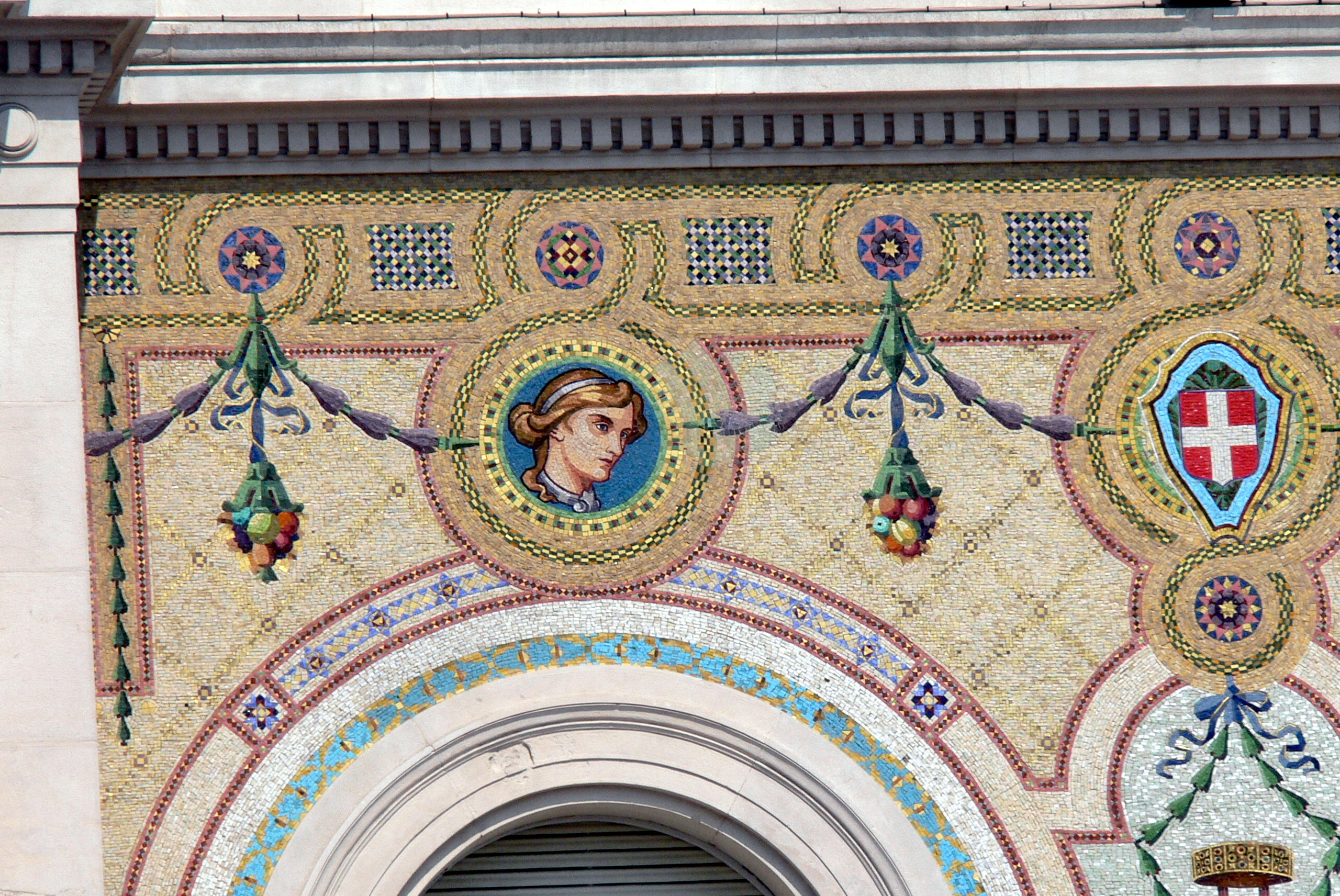
Wapenschild van het Huis Savoye (rechts) kwam in de plaats van het Habsburgse Huis

Het Palazzo della Luogotenenza austriaca (begin 20e eeuw) is een paleis in Trieste, in de Italiaanse regio Friuli-Venezia Giulia. Het is het jongste gebouw aan de Piazza dell'Unità d'Italia. De bouw vond plaats tijdens het Oostenrijkse bestuur van Küstenland waarin Trieste als vrije rijksstad Trieste behoorde.

## Namen
- Palazzo della Luogotenenza austriaca: Paleis van de Oostenrijkse stadhouder of gouvernement (Statthalterei). Oorspronkelijk zetelde het gouvernement hier, als onderdeel van Oostenrijk-Hongarije.
- Palazzo della Prefettura: Paleis van de prefectuur. Na de aanhechting van Trieste bij het koninkrijk Italië[1] werd het gebouw de kantoorruimte van de prefect van Trieste.
- Palazzo del Governo: Paleis ten behoeve van de Italiaanse regering, het bestuur van de regio Friuli-Venezia Giulia en de provincie Trieste.

## Historiek
Op deze plek stond voor 1899 een ouder gouvernementshuis uit de tijd van keizerin Maria-Theresia. In 1764 gaf Maria-Theresia de opdracht een gouvernementshuis te bouwen bovenop het Mandracchio-bekken. Ondergronds restten er nog connecties met de Adriatische Zee. In 1899 werd het oud gebouw afgebroken. In de plaats verrees een nieuw platform op de zee. Er verrees een metalen platform van 160 cm, ondersteund door 3.000 palen omwille van de instabiliteit van de zeebodem eronder.
Het Palazzo della Luogotenenza is een vierhoekig gebouw met centrale binnenplaats op dit platform. Het ontwerp was van Emil Artmann, een architect uit Wenen. Er werd aan gebouwd van 1901 tot 1905. De stijl is tweeledig: zowel neorenaissance als Wiener Sezession. De gevel wordt halfweg horizontaal in twee delen onderverdeeld: het gelijkvloers en de eerste verdieping versus de tweede en derde verdieping. Op de eerste verdieping is er een brede externe loggia, die tot de bovenverdieping reikt. De loggia was in connectie met de balzaal op de eerste verdieping. Oostenrijkse edelen konden heen en weer lopen tussen de balzaal en de loggia. De balzaal heeft een bovengalerij waar de muzikanten plaats namen. De binnenversiering bevat eiken vloeren, nissen met elektrische verlichting en kroonluchters. Muurschilderingen tonen verschillende zichten van Kustenland.
De gevels zijn versierd met mozaïeken uit Innsbruck. Het zijn allegorische hoofden van mannen en vrouwen die menselijke activiteiten uitbeelden. Daartussen zijn slingermotieven verwerkt. Oorspronkelijk waren er in de mozaïeken ook wapenschilden van het Habsburgse Huis ingewerkt. 
Na de val van Oostenrijk-Hongarije (1918) bij het einde van de Eerste Wereldoorlog kwam Trieste bij het koninkrijk Italië. De Habsburgse wapenschilden in de mozaïeken werden vervangen door het wapenschild van het Huis Savoye, regerend huis over het Koninkrijk Italië. Aan de zijgevels bleven de Habsburgse adelaars evenwel staan. Het stadspaleis werd het hoofdgebouw van de prefectuur Trieste, alsook later, onder de Italiaanse Republiek, een bestuursgebouw van Friuli-Venezia Giulia en van de provincie Trieste. Het paleis bevat appartementen die voorzien zijn voor de president van Italië wanneer deze in Trieste verblijft. De slaapkamer bevat schilderijen van Natale Schiavoni, Giovanni Zangrando en Carlo Sbisà.